# Hal Jeter
Harold Jeter, detto Hal (17 maggio 1945), è un ex cestista statunitense, professionista nella ABA.

## Carriera
Disputò 5 partite con i Washington Caps nella stagione ABA 1969-70.